# Lista do Patrimônio Mundial nos Camarões
A Organização das Nações Unidas para a Educação, a Ciência e a Cultura (UNESCO) propôs um plano de proteção aos bens culturais do mundo, através do Comité sobre a Proteção do Património Mundial Cultural e Natural, aprovado em 1972. Esta é uma lista do Patrimônio Mundial existente nos Camarões, especificamente classificada pela UNESCO e elaborada de acordo com dez principais critérios cujos pontos são julgados por especialistas na área. Os Camarões, país do Golfo da Guiné cujo legado cultural abrange marcas da colonização luso-francesa somado à herança dos povos bantu e fulani, ratificaram a convenção em 7 de dezembro de 1982, tornando seus locais históricos elegíveis para inclusão na lista.
O sítio Reserva de fauna de Dja foi o primeiro local dos Camarões incluído na lista do Patrimônio Mundial da UNESCO por ocasião da 11ª Sessão do Comitè do Património Mundial, realizada em Paris (França) em 1987. Desde a mais recente adesão à lista, os Camarões totalizam 2 sítios classificados como Patrimônio da Humanidade, sendo ambos os locais de classificação Natural.

## Bens culturais e naturais
Os Camarões contam atualmente com os seguintes lugares declarados como Patrimônio da Humanidade pela UNESCO:
| | Reserva de fauna de Dja |
| Bem natural inscrito em 1987. |                         |
| Localização: Leste / Sul |                         |
| Esta reserva é uma das maiores e mais bem preservadas florestas úmidas da África, já que 90% de sua superfície não foi perturbada pela presença humana. Cercada quase inteiramente pelo rio Dja, uma de suas fronteiras naturais, a reserva é excepcional por sua rica biodiversidade e pela grande variedade de primatas que vivem nela. Abriga 107 espécies de mamíferos, das quais cinco estão em perigo de extinção. (UNESCO/BPI) |                         |

| | Trinacional Sangha |
| Bem natural inscrito em 2012. |                    |
| Este bem é compartilhado com: República Centro-Africana e República do Congo. |                    |
| Localização: Leste |                    |
| Localizado na bacia noroeste do rio Congo, no ponto de confluência das fronteiras dos Camarões, da República do Congo e da República Centro-Africana, este local abrange três parques nacionais contíguos totalizando uma área de mais de 750.000 hectares, onde as atividades humanas dificilmente alteraram a natureza. O local possui uma vasta gama de ecossistemas de florestas tropicais úmidas, além de flora e fauna muito ricas. Este último compreende espécies como o crocodilo do Nilo e um grande predador - o peixe-tigre Golias. Espécies herbáceas crescem nas clareiras da floresta, e a região de Sangha abriga uma população considerável de elefantes florestais, bem como gorilas das planícies ocidentais (em grave perigo de extinção) e chimpanzés (uma espécie também ameaçada). O ambiente do local permitiu a continuidade de processos ecológicos e evolutivos em larga escala, bem como a preservação de uma grande biodiversidade que abrange inúmeras espécies animais ameaçadas de extinção. (UNESCO/BPI) |                    |

## Lista Indicativa
Em adição aos sítios inscritos na Lista do Patrimônio Mundial, os Estados-membros podem manter uma lista de sítios que pretendam nomear para a Lista de Patrimônio Mundial, sendo somente aceitas as candidaturas de locais que já constarem desta lista. Desde 2018, os Camarões possuem 18 locais na sua Lista Indicativa.
| Sítio                                             | Imagem | Localização | Ano  | Dados UNESCO          | Descrição |
| ------------------------------------------------- | ------ | ----------- | ---- | --------------------- | --- |
| Complexo de Parques Nacionais de Boumba Bek e Nki |        | Leste       | 2018 | Natural: (vii)(ix)(x) | Boumba Bek e Nki são dois parques nacionais contíguos estabelecidos por decretos do primeiro-ministro de 6 de outubro de 2005. Eles cobrem uma área de 547.617 ha, respectivamente 309.362 ha para Nki e 238.255 ha para Boumba Bek. Juntos, esses parques nacionais constituem a maior área protegida dos Camarões. O clima da região é do tipo equatorial caracterizado por uma alternância de 4 estações, incluindo duas estações chuvosas e duas estações secas. |